# نيوشا
نيوشا (بالروسية: Нюша Владимировна Шурочкина)‏ هي ملحنة ومقدمة تلفزيونية ومغنية ومذيعة ومنتجة أسطوانات ومنتجة وممثلة روسية، ولدت في 15 أغسطس 1990 بموسكو في روسيا. بدأت مشوارها المهني سنة 2007، ومن الجوائز التي نالتها MTV Europe Music Award for Best Russian Act ‏ سنة 2011.

## جوائز
- MTV Europe Music Award for Best Russian Act [الإنجليزية]‏ (2011)

## وصلات خارجية
- نيوشا على موقع IMDb (الإنجليزية)
- نيوشا على موقع ميوزك برينز (الإنجليزية)
- نيوشا على موقع أول ميوزيك (الإنجليزية)
- نيوشا على موقع ديسكوغز (الإنجليزية)
- نيوشا على موقع قاعدة بيانات الفيلم (الإنجليزية)